# Campeonato Europeu de Atletismo em Pista Coberta de 2013 - Salto com vara feminino
A prova do salto com vara feminino do Campeonato Europeu de Atletismo em Pista Coberta de 2013 foi disputada entre os dias 1 e 2 de março de 2013 no Scandinavium em Gotemburgo, Suécia.

## Recordes
Antes desta competição, os recordes mundiais e do campeonato nesta prova eram os seguintes:
|                       | Nome              | Nacionalidade | Altura  | Local     | Data                    |
| --------------------- | ----------------- | ------------- | ------- | --------- | ----------------------- |
| Recorde mundial       | Yelena Isinbayeva | Rússia        | 5m 01cm | Estocolmo | 23 de fevereiro de 2012 |
| Recorde do campeonato | Yelena Isinbayeva | Rússia        | 4m 90cm | Madri     | 6 de março de 2005      |
| Recorde europeu       | Yelena Isinbayeva | Rússia        | 5m 01cm | Estocolmo | 23 de fevereiro de 2012 |

## Medalhistas
| Ouro                  | Prata               | Bronze                   |
| Holly Bleasdale (GBR) | Anna Rogowska (POL) | Anzhelika Sidorova (RUS) |

## Cronograma
Todos os horários são locais (UTC+2).
| Data       | Hora  | Evento       |
| ---------- | ----- | ------------ |
| 1 de março | 17:15 | Qualificação |
| 2 de março | 16:10 | Final        |

## Resultados

### Qualificação
Qualificação: 4,56 m (Q) ou os 8 melhores qualificados (q). 
| Posição | Atleta                 | Nacionalidade | 3.96 | 4.16 | 4.36 | 4.46 | 4.56 | Resultados | Notas                |
| ------- | ---------------------- | ------------- | ---- | ---- | ---- | ---- | ---- | ---------- | -------------------- |
| 1       | Anastasia Savchenko    | Rússia        | –    | –    | o    | o    | o    | 4.56       | Q                    |
| 2       | Holly Bleasdale        | Reino Unido   | –    | –    | xo   | o    | o    | 4.56       | Q                    |
| 3       | Jiřina Svobodová       | Chéquia       | –    | –    | o    | o    | xo   | 4.56       | Q                    |
| 4       | Anzhelika Sidorova     | Rússia        | –    | o    | o    | xo   | xo   | 4.56       | Q, =                 |
| 5       | Angelina Zhuk-Krasnova | Rússia        | –    | o    | o    | o    | xx–  | 4.46       | q                    |
| 6       | Kristina Gadschiew     | Alemanha      | –    | –    | xo   | o    | xx–  | 4.46       | q                    |
| 6       | Anna Rogowska          | Polónia       | –    | –    | xo   | o    | xxx  | 4.46       | q                    |
| 8       | Katharina Bauer        | Alemanha      | –    | xo   | o    | xxo  | xx–  | 4.46       | q,                   |
| 9       | Angelica Bengtsson     | Suécia        | –    | xxo  | o    | xxo  | xxx  | 4.46       | Recorde da temporada |
| 10      | Nikolía Kiriakopoúlou  | Grécia        | –    | o    | xo   | xxx  |      | 4.36       |                      |
| 10      | Romana Maláčová        | Chéquia       | –    | o    | xo   | xxx  |      | 4.36       |                      |
| 12      | Roberta Bruni          | Itália        | –    | xo   | xo   | xxx  |      | 4.36       |                      |
| 13      | Minna Nikkanen         | Finlândia     | –    | o    | xxo  | xxx  |      | 4.36       |                      |
| 13      | Ekateríni Stefanídi    | Grécia        | –    | o    | xxo  | xxx  |      | 4.36       |                      |
| 15      | Malin Dahlström        | Suécia        | –    | o    | xxx  |      |      | 4.16       |                      |
| 15      | Caroline Bonde Holm    | Dinamarca     | –    | o    | xxx  |      |      | 4.16       |                      |
| 15      | Cathrine Larsåsen      | Noruega       | –    | o    | xxx  |      |      | 4.16       |                      |
| 15      | Stélla-Iró Ledáki      | Grécia        | o    | o    | xxx  |      |      | 4.16       |                      |
| 15      | Tori Pena              | Irlanda       | –    | o    | xxx  |      |      | 4.16       |                      |
| 20      | Giorgia Benecchi       | Itália        | o    | xo   | xxx  |      |      | 4.16       |                      |

### Final
A final foi realizada às 16:10 no dia 2 de março de 2013.  
| Posição           | Atleta                 | Nacionalidade | 4.22 | 4.37 | 4.52 | 4.62 | 4.67 | 4.72 | 4.72 | 4.67 | Resultados | Notas                |
| ----------------- | ---------------------- | ------------- | ---- | ---- | ---- | ---- | ---- | ---- | ---- | ---- | ---------- | -------------------- |
| Medalha de ouro   | Holly Bleasdale        | Reino Unido   | -    | o    | o    | x-   | xo   | xxx  | x    | o    | 4.67       |                      |
| Medalha de prata  | Anna Rogowska          | Polónia       | -    | o    | xo   | o    | xo   | xxx  | x    | x    | 4.67       | Recorde da temporada |
| Medalha de bronze | Anzhelika Sidorova     | Rússia        | o    | o    | o    | o    | xxx  |      |      |      | 4.62       | Recorde pessoal      |
| 4                 | Jiřina Svobodová       | Chéquia       | -    | o    | xo   | o    | xxx  |      |      |      | 4.62       |                      |
| 5                 | Anastasia Savchenko    | Rússia        | -    | xo   | xxx  |      |      |      |      |      | 4.37       |                      |
| 5                 | Angelina Zhuk-Krasnova | Rússia        | o    | xo   | xxx  |      |      |      |      |      | 4.37       |                      |
| 7                 | Kristina Gadschiew     | Alemanha      | -    | xxo  |      |      |      |      |      |      | 4.37       |                      |
| 8                 | Katharina Bauer        | Alemanha      | o    | xxx  |      |      |      |      |      |      | 4.22       |                      |

Legenda
| Recorde mundial       | Recorde mundial (World record)               |                       | Recorde africano                      | Recorde africano (African) |                                           | Q | Classificado por posição (Qualified) |
| Recorde do campeonato | Recorde do campeonato (Championship record)  | Recorde da América    | Recorde da América (Americas)         | q                          | Classificado por melhor tempo (Qualified) |   |                                      |
| Melhor marca do ano   | Melhor marca do ano (World leading)          | Recorde asiático      | Recorde asiático (Asian)              | DNS                        | Não largou (Did not start)                |   |                                      |
| Recorde nacional      | Recorde nacional (National record)           | Recorde europeu       | Recorde europeu (European)            | DNF                        | Não terminou (Did not finish)             |   |                                      |
| Recorde pessoal       | Recorde pessoal do atleta (Personal best)    | Recorde da Oceania    | Recorde da Oceania (Oceania)          | DSQ / DQ                   | Desclassificado (Disqualified)            |   |                                      |
| Recorde da temporada  | Recorde da temporada do atleta (Season best) | Recorde sul-americano | Recorde sul-americano (South America) | NM                         | Sem marca (No mark)                       |   |                                      |